# Edelmetalle
Edelmetalle sind Metalle, die korrosionsbeständig sind, also in natürlicher Umgebung unter Einwirkung von Luft und Wasser dauerhaft chemisch stabil sind. Je nach Zusammenhang gibt es allerdings eine Vielzahl abweichender Definitionen. Zu den Edelmetallen im engeren Sinn werden meist Gold, Silber, Platin und Palladium gezählt.
Edelstahl ist kein Edelmetall, sondern eine Legierung mehrerer unedler Metalle, die ebenfalls relativ korrosionsbeständig ist.

## Allgemeines
Edelmetalle zählen zu den chemischen Elementen mit besonderen chemischen Eigenschaften, denn sie besitzen trotz ihrer geringen Härte Duktilität und sind außerordentlich beständig gegen Oxidation. Sie korrodieren bei Raumtemperatur an Luft und Wasser entweder gar nicht oder nur sehr langsam. Aufgrund ihrer chemischen Stabilität sind die klassischen Edelmetalle Gold und Silber seit der Antike zur Herstellung von Münzen, Schmuck, Artefakten oder Kunstgegenständen in Gebrauch. Platin wurde um 1890 erstmals industriell genutzt und ist ähnlich korrosionsbeständig wie Gold. Alle Edelmetalle und Halbedelmetalle zählen zu den Schwermetallen.
Die Unterscheidung und Abgrenzung zwischen Metallen und Edelmetallen hängt davon ab, ob eine naturwissenschaftlich-technische oder eine ökonomische Perspektive zugrunde gelegt wird. Die Chemie definiert Edelmetalle als Metalle, die nicht unter Wasserstoffbildung mit Wasser oder wässrigen Säurelösungen reagieren, also ein positiveres Normalpotenzial als Wasserstoff aufweisen. Kommt Silber mit (Spuren von) Schwefelwasserstoff in Berührung, wird ein Silbergegenstand nicht beschädigt, es bildet sich nur eine extrem dünne Schicht von schwarzem Silbersulfid. Auch von Salzsäure werden die Edelmetalle nicht angegriffen. Sie zeichnen sich ferner dadurch aus, dass viele ihrer Verbindungen thermisch nicht stabil sind. So werden Silberoxid und Quecksilberoxid beim Erhitzen in ihre Elemente zerlegt. Edelmetalle entstehen wie andere Elemente, die schwerer sind als Wasserstoff, durch Nukleosynthese. Aus diesem Grund kommen sie in der Natur oft gediegen vor. Je positiver das Normalpotenzial ist, umso edler ist das Metall. Das Begriffspaar „edel“ und „unedel“ ist somit relativ. Chemisch gesehen gehören auch Kupfer, Quecksilber oder Zinn zu den Edelmetallen, weil sie diese Eigenschaften aufweisen, werden jedoch ökonomisch zu den Halbedelmetallen gerechnet. Unstrittig ist, dass auch die sechs Platinmetalle Ruthenium, Rhodium, Palladium, Osmium, Iridium und Platin zu den Edelmetallen gehören, von denen ökonomisch lediglich Platin und Palladium als Edelmetall gelten.
International ist die Abgrenzung umstritten. In manchen Ländern gehört selbst Silber beispielsweise nicht zu den Edelmetallen. Quecksilber ist deutlich reaktiver als die klassischen Edelmetalle und gilt deshalb als Halbedelmetall.

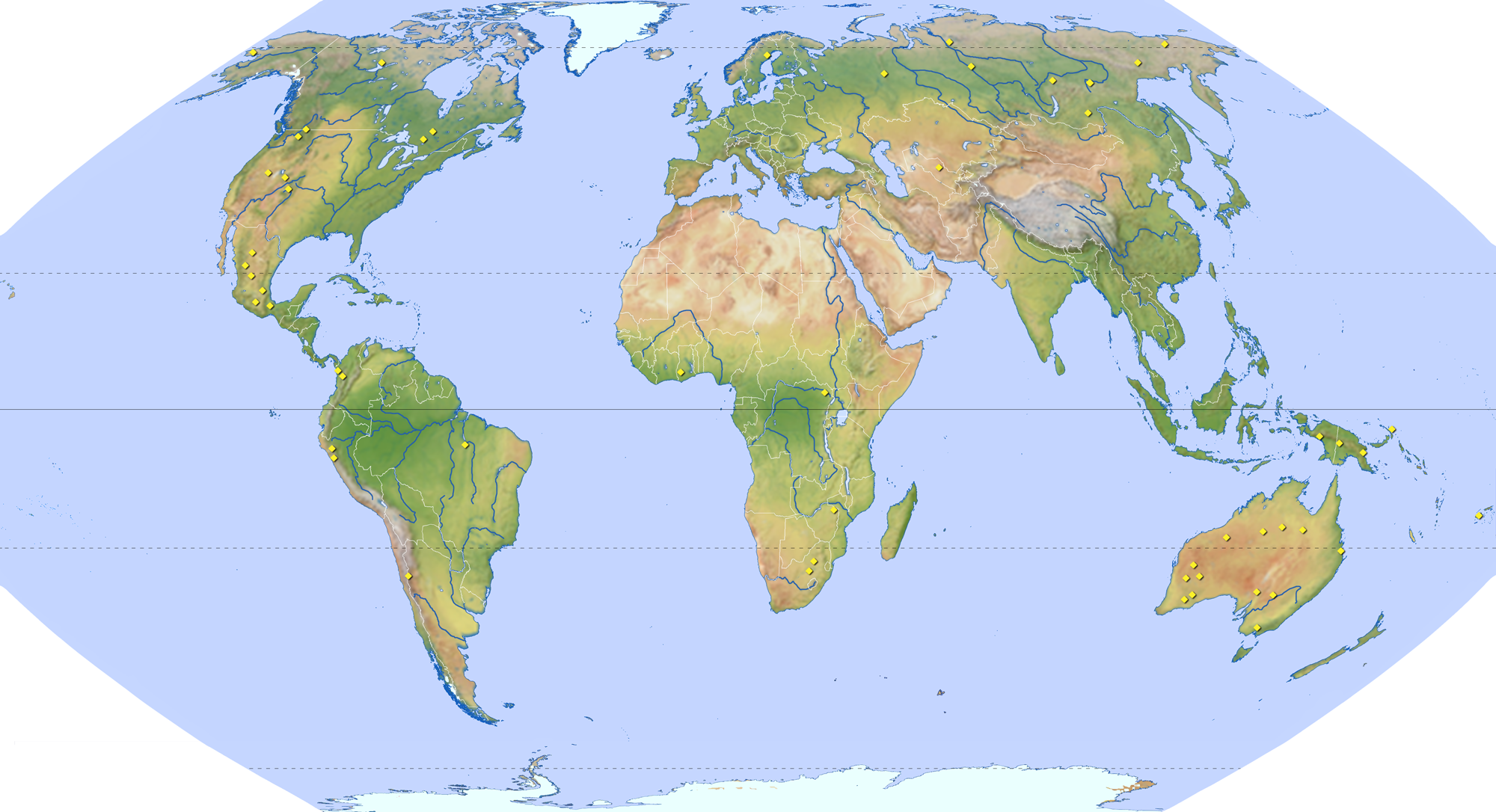
Die Karte zeigt einige wichtige Standorte von Bergwerken, insbesondere zur Goldgewinnung
(Die Basisquelle für diese Karte nimmt allerdings keine genauere Unterscheidung vor)

## Physikalische Perspektive vom Edelmetallcharakter
Im physikalischen Sinn ist die Menge der Edelmetalle noch bedeutend kleiner; es sind nur Kupfer, Silber und Gold. Das Kriterium zur Klassifizierung ist die elektronische Bandstruktur. Die drei aufgeführten Metalle besitzen alle vollständig gefüllte d-Bänder, die damit nicht zur Leitfähigkeit und praktisch nicht zur Reaktivität beitragen. Für Platin gilt dies z. B. nicht. Zwei d-artige Bänder kreuzen das Fermi-Niveau. Das führt zu einem anderen chemischen Verhalten, weshalb Platin viel häufiger als Gold als Katalysator eingesetzt wird. Besonders auffällig ist der Unterschied bei der Herstellung reiner Metalloberflächen im Ultrahochvakuum. Während Gold vergleichsweise leicht zu präparieren ist und nach der Präparation lange rein bleibt, bindet sich an Platin oder auch Palladium sehr schnell Kohlenstoffmonoxid.

## Chemische Perspektive vom Edelmetallcharakter
Edelmetalle und Halbedelmetalle sind metallische Elemente (und eventuell gewisse Legierungen, wie korrosionsbeständige Stähle), deren Normalpotential positiv gegenüber der Wasserstoffelektrode ist, die also von verdünnten Säuren nicht angegriffen werden. Die Elemente, die in Betracht kommen, sind somit sortiert nach ihrem Normalpotential gegenüber der Standardwasserstoffelektrode:
| Name        | Gruppe  | Reaktion     | Normalpotential |
| ----------- | ------- | ------------ | --------------- |
| Gold        | Ib/6    | Au → Au3+    | 1,498 V         |
| Platin      | VIIIb/6 | Pt → Pt2+    | 1,18 V          |
| Iridium     | VIIIb/6 | Ir → Ir3+    | 1,156 V         |
| Palladium   | VIIIb/5 | Pd → Pd2+    | 0,987 V         |
| Osmium      | VIIIb/6 | Os → Os2+    | 0,85 V          |
| Silber      | Ib/5    | Ag → Ag+     | 0,799 V         |
| Quecksilber | IIb/6   | 2 Hg → Hg22+ | 0,7973 V        |
| Polonium    | VIa/6   | Po → Po2+    | 0,65 V          |
| Rhodium     | VIIIb/5 | Rh → Rh2+    | 0,60 V          |
| Ruthenium   | VIIIb/5 | Ru → Ru2+    | 0,45 V          |
| Kupfer      | Ib/4    | Cu → Cu2+    | 0,337 V         |
| Bismut      | Va/6    | Bi → Bi3+    | 0,32 V          |
| Technetium  | VIIb/5  | Tc → Tc4+    | 0,272 V         |
| Rhenium     | VIIb/6  | Re → Re4+    | 0,259 V         |
| Antimon     | Va/5    | Sb → Sb3+    | 0,152 V         |

Antimon zählt als Halbmetall nicht dazu, und bei Polonium ist es möglicherweise seine starke Radioaktivität und makroskopische Unverfügbarkeit (vor dem Bau von Kernreaktoren), wegen der man es klassisch nicht als Edelmetall angesehen hatte – heutzutage ist es aber in Gramm-Mengen verfügbar. Die Unterteilung, sprich Potentialgrenze, dieser Elemente in Edelmetalle und Halbedelmetalle ist ziemlich willkürlich und wird nicht einheitlich gehandhabt. Sie wird aber meistens zwischen Kupfer und Ruthenium gezogen, da ersteres prinzipiell durch feuchte Luft aufgrund der Redoxreaktion O2 + 2 H2O + 4 e− ⇄ 4 OH−(aq) mit einem Normalpotential von +0,4 V angegriffen werden kann.

## Reaktionen der Edelmetalle
Mit geeigneten aggressiven Chemikalien kann man alle Edelmetalle in Lösung bringen. Gold und einige Platinmetalle lösen sich zügig in Königswasser. Silber sowie die Halbedelmetalle reagieren lebhaft mit Salpetersäure. Im Bergbau werden Cyanidlösungen in Verbindung mit Luftsauerstoff verwendet, um Gold und Silber aus Gesteinen zu lösen. Der Angriff durch den Luftsauerstoff ist nur möglich, weil sich als Produkte stabile Cyanidokomplexe mit Gold und Silber bilden. Auch im Königswasser ist die Bildung stabiler Komplexverbindungen (Chlorokomplexe) mitentscheidend für die oxidierende Wirkung des Milieus. Edelmetalle verhalten sich im Übrigen häufig gar nicht „edel“ gegenüber sehr elektropositiven Metallen, sondern bilden hier häufig und unter Energiefreisetzung Intermetallische Phasen.

## Halbedelmetalle
Im 19. und 20. Jahrhundert wurde die Theorie der Redoxreaktionen verbessert. Neue Reaktionswege wurden entdeckt. Des Weiteren entwickelte man die elektrochemische Methode der Potentiometrie, mit der man die Stärke von Reduktionsmitteln und Oxidationsmitteln messen und vergleichen konnte. Dies gestattete auch eine genauere Einteilung der Metalle nach ihrem edlen oder unedlen Charakter. Zu den Halbedelmetallen gehören demnach solche, die nicht unter Wasserstoffbildung mit wässrigen Lösungen nichtoxidierender Säuren wie Salzsäure oder verdünnte Schwefelsäure reagieren. Das liegt an ihrem Standardpotential, welches höher als dasjenige des Wasserstoffs ist. Diese Metalle sind auch gegen Luftsauerstoff weitgehend inert. Aus diesem Grund kommen sie in der Natur gelegentlich gediegen vor.

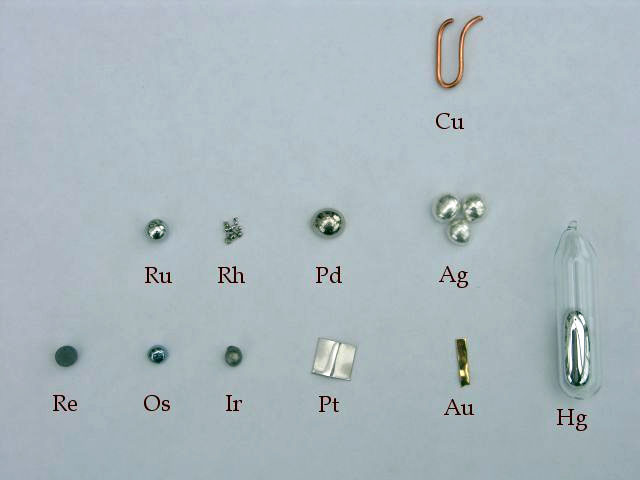
„Klassische“ Edelmetalle sowie die Halbedelmetalle Kupfer (Cu) und Rhenium (Re); die Proben sind nach ihrer Position im Periodensystem angeordnet

Metalle wie Bismut und Kupfer liegen mit ihrem Standardpotential deutlich näher am Wasserstoff als die klassischen Edelmetalle. An Luft korrodieren sie schneller, und in oxidierenden Säuren wie konzentrierter Schwefelsäure oder halbkonzentrierter (30-prozentiger) Salpetersäure lösen sie sich zügig. Im chemischen Sinne sind Halbedelmetalle also alle Metalle, die in der elektrochemischen Spannungsreihe ein positives Standardpotential gegenüber Wasserstoff besitzen, ansonsten aber nicht so korrosionsbeständig wie klassische Edelmetalle sind. Nach dieser Definition ist auch das künstliche und radioaktive Technetium als halb-edel zu bezeichnen. Diese Halbedelmetalle nehmen eine Zwischenstellung zwischen den klassischen edlen und unedlen Metallen ein. Selbst Nickel und Zinn werden von einigen Autoren dazugezählt, obwohl ihr Standardpotential etwas unter dem von Wasserstoff liegt.

## Edelmetallproduktion
Die Edelmetallproduktion findet mittels Abbau und Gewinnung durch Bergbaugesellschaften statt. Diese liefern die Edelmetalle zwecks Weiterverarbeitung an die hierfür spezialisierte Industrie.
Goldmarkt – Weltmarktanteile der Goldförderung wichtiger Staaten 2020:
| Staat               | Goldförderung in Tonnen | Weltmarktanteil in % |
| ------------------- | ----------------------- | -------------------- |
| Volksrepublik China | 365                     | 12,0                 |
| Australien          | 328                     | 10,8                 |
| Russland            | 305                     | 10,1                 |
| Kanada              | 170                     | 5,6                  |
| Ghana               | 125                     | 4,1                  |
| Mexiko              | 102                     | 3,4                  |
| Weltförderung       | 3030                    | 100                  |

Weltmarktführer ist die Volksrepublik China, gefolgt von Australien und Russland.
Silbermarkt – Weltmarktanteile der Silberförderung wichtiger Staaten 2020:
| Staat               | Silberförderung in Tonnen | Weltmarktanteil in % |
| ------------------- | ------------------------- | -------------------- |
| Mexiko              | 5540                      | 23,6                 |
| Volksrepublik China | 3380                      | 14,4                 |
| Peru                | 2770                      | 11,8                 |
| Chile               | 1580                      | 6,7                  |
| Australien          | 1340                      | 5,7                  |
| Polen               | 1250                      | 5,3                  |
| Weltförderung       | 23500                     | 100                  |

Weltmarktführer ist Mexiko, gefolgt von China und Peru.

## Edelmetallhandel
Auf den Weltmärkten spielen Gold, Silber, Platin und Palladium eine bedeutende Rolle. Edelmetalle als Handelsobjekte gehören zum Gütermarkt und sind Luxusgüter. Marktteilnehmer beim Handel sind als Anbieter spezielle Handelsgesellschaften (wie die Degussa), Händler (Münzhandel), Juweliere oder Kreditinstitute (Münzen und Barren; auf Metallkonten auch nicht-physisch). Nachfrager sind die Industrie (Münzprägeanstalten, Schmuckhersteller) und Privathaushalte (Anleger, Sammler, Spekulanten). Edelmetalle gehören markttechnisch zu den Commodities und werden deshalb auch an Warenbörsen gehandelt. Generell kann noch unterschieden zwischen dem Primärmarkt, auf dem die Unternehmen des Bergbaus ihre Edelmetalle als Rohstoffe anbieten, und dem Sekundärmarkt, auf dem die weiterverarbeiteten Edelmetalle gehandelt werden.
Der traditionellste und bedeutendste Teilmarkt ist der Goldmarkt. Einziger Goldmarkt war bis März 1968 der London Bullion Market, wo täglich ein Goldfixing als international anerkannter Goldpreis ermittelt wurde. Er bestand aus fünf Handelshäusern als Anbieter, die das Goldfixing ermittelten. Nach der Freigabe des Goldpreises am 17. März 1968 durch den Goldpool der Zentralbanken etablierten sich Goldmärkte auch in Zürich, Paris, Frankfurt und Hongkong sowie an den Warenbörsen in New York (New York Mercantile Exchange) und Chicago (Chicago Mercantile Exchange). Der Preismechanismus des Goldmarktes funktionierte ab 7. Januar 1976 nach der Abschaffung des offiziellen Preises für Währungsgold vollständig wie auf jedem anderen Gütermarkt. In London ist nach wie vor der Interbankenhandel angesiedelt. Seit 2004 wird dort das Goldfixing alleine von der Barclays Bank durchgeführt.
Die Bedeutung und natürliche Knappheit der Edelmetalle aufgrund ihrer geringen Reichweite haben dazu geführt, dass sie auf dem Weltmarkt zu einem einheitlichen Weltmarktpreis gehandelt werden, der nach ihnen benannt wurde:
| Edelmetall | Element- symbol | Teilmarkt                            | Weltmarktpreis | Produktgruppen                      |
| ---------- | --------------- | ------------------------------------ | -------------- | ----------------------------------- |
| Gold       | Au              | Goldmarkt                            | Goldpreis      | Anlagegold (Goldbarren, Goldmünzen) |
| Silber     | Ag              | Silbermarkt                          | Silberpreis    | Silberbarren, Silbermünzen          |
| Palladium  | Pd              | London Platinum and Palladium Market | Palladiumpreis | Palladiumbarren, Palladiummünzen    |
| Platin     | Pt              | London Platinum and Palladium Market | Platinpreis    | Platinbarren, Platinmünzen          |

Selbst wenn es auf lokalen Edelmetallmärkten zu temporären Preisunterschieden kommen sollte, werden diese durch Arbitrage wieder ausgeglichen (Arbitragefreiheit). Der Goldpreis auf dem Goldmarkt wird in US-Dollar pro Feinunze angegeben. Im Regelfall besteht zwischen dem Gold und dem US-Dollar eine inverse Korrelation, so dass beide in entgegengesetzte Richtungen tendieren.

## Wirtschaftliche Aspekte
Ökonomisch betrachtet sind die Hauptkriterien der Edelmetalle ihre reichweitebedingte natürliche Knappheit und das daraus resultierende hohe Preisniveau, das sie seit jeher den Luxusgütern zuordnet. Gold-, Silber-, Palladium- oder Platinmünzen gehören zu den Kurantmünzen, da ihr Metallwert über dem aufgeprägten Nennwert (Münznominal) liegt. Selbst wenn Gold- oder Silbermünzen offiziell als gesetzliches Zahlungsmittel gelten (wie etwa der Eagle in den USA), gelangen sie nicht als solches in den Geldumlauf, sondern unterliegen der Hortung.
Auch auf dem Goldmarkt ist die Hortung besonders groß. Die als Währungsreserven von den Zentralbanken gehaltenen Goldreserven gelangen im Regelfall nicht als Angebot auf den Markt. Das ist auch bei Anlagegold der Fall, das als Sammlerobjekt oder der Kapitalanlage dient. Der bedeutendste Goldmarkt ist Zürich, der als Weltmarktführer über einen Weltmarktanteil von etwa 50 % verfügt, zumal hier Russland und Südafrika etwa 2/3 ihrer Goldproduktion verkaufen. London folgt mit einem Marktanteil von 46,3 %, danach folgen die New York Mercantile Exchange (42,0 %; hierin sind alle Commodities enthalten), Shanghai (5,1 %), Mumbai (2,8 %) und Tokio (2,7 %).
Die Handelsformen auf den Edelmetallmärkten entsprechen denen des Devisenhandels; möglich sind Kassageschäfte, Termingeschäfte, Optionen oder Swapgeschäfte. Goldswaps funktionieren beispielsweise so, dass Gold gegen Devisen unter der Bedingung als Kassageschäft verkauft wird, dass es als Terminkauf wieder zurückerworben werden kann. Als Finanzprodukt gibt es auch Goldzertifikate. Die Erfüllung der Handelsobjekte kann physisch in Barren (englisch allocated) oder nicht-physisch durch Gutschrift auf einem Metallkonto (englisch unallocated) erfolgen. Kunden auf den Edelmetallmärkten sind reine Käufer (Schmuckindustrie; englisch natural takers), reine Verkäufer (Bergwerke; englisch natural sellers) oder Händler (Münzhandel, Kreditinstitute).
Edelmetallmärkte (Insbesondere Gold- und Silbermarkt) sind im Vergleich zum Wertpapiermarkt dadurch gekennzeichnet, dass entweder eine physische oder eine nicht-physische Erfüllung möglich ist. Bei der physischen Erfüllung sind vom Verkäufer effektive Stücke (wie Goldbarren oder Silbermünzen) an den Käufer zu liefern, wobei es wegen des hohen Metallwerts ein besonderes Transportrisiko und ein hohes Lagerrisiko (Tresoranlagen) gibt. Das hohe Gewicht erhöht die Transportkosten. Diese Risiken können durch Transport- und Lagerversicherung gedeckt werden, die Versicherungsprämien sind Bestandteil des Kaufpreises.

## Umgangssprache
Die bei Olympischen Spielen und anderen Sportwettkämpfen vergebenen Sportmedaillen (Gold, Silber und Bronze) werden umgangssprachlich als „Edelmetalle“ bezeichnet. Dabei besteht die Goldmedaille zu 92,5 % aus Silber und ist mit 6 Gramm reinem Gold überzogen, während die Bronzemedaille (Legierung mindestens 60 % aus Kupfer) gar kein Edelmetall ist.